# Kiko Porto
Francisco Porto (Recife, Brasil; 28 de agosto de 2003), más conocido como Kiko Porto, es un piloto de automovilismo brasileño. En 2022 corrió en la Indy Pro 2000 y en el Stock Car Pro Series.
En 2021 ganó el Campeonato Nacional U.S. F2000 con DEForce Racing.

## Resumen de carrera
| Temporada | Categoría                                    | Equipo              | Carreras     | Victorias    | Poles        | VR           | Podios       | Puntos       | Pos.         |
| --------- | -------------------------------------------- | ------------------- | ------------ | ------------ | ------------ | ------------ | ------------ | ------------ | ------------ |
| 2017-18   | Campeonato NACAM de Fórmula 4                | Scuderia Martiga EG | 6            | 0            | 0            | 1            | 2            | 50           | 9.º          |
| 2018      | Fórmula Academy Sudamericana                 |                     | 2            | 0            | 0            | 0            | 1            | 25           | 15.º         |
| 2019      | Campeonato de Estados Unidos de Fórmula 4    | DEForce Racing      | 17           | 3            | 0            | 0            | 8            | 220          | 2.º          |
| 2020      | Campeonato Nacional U.S. F2000               | DEForce Racing      | 12           | 1            | 1            | 2            | 4            | 198          | 10.º         |
| 2021      | Campeonato Nacional U.S. F2000               | DEForce Racing      | 18           | 4            | 6            | 2            | 10           | 413          | 1.º          |
| 2022      | Indy Pro 2000                                | DEForce Racing      | 18           | 1            | 0            | 0            | 3            | 290          | 7.º          |
| 2022      | Stock Car Pro Series                         | Scuderia CJ         | 1            | 0            | 0            | 0            | 0            | 0            | NC†          |
| 2023      | Campeonato USF Pro 2000                      | DEForce Racing      | 18           | 2            | 2            | 1            | 8            | 326          | 2.º          |
| 2023      | Indy NXT                                     | Cape Motorsports    | 3            | 0            | 0            | 0            | 0            | 54           | 25.º         |
| 2024      | Lamborghini Super Trofeo North America - Pro | ANSA Motorsports    | Disputándose | Disputándose | Disputándose | Disputándose | Disputándose | Disputándose | Disputándose |
| 2024      | Indy NXT                                     | HMD Motorsports     | 1            | 0            | 0            | 0            | 0            | 18           | 26.º         |
| Fuente:   |                                              |                     |              |              |              |              |              |              |              |

- † Era piloto invitado, por lo que no sumó puntos.

## Resultados

### Campeonato Nacional U.S. F2000
(Clave) (negrita indica pole position) (cursiva indica vuelta rápida puntuable)

| Año  | Equipo         | 1      | 2     | 3     | 4      | 5      | 6      | 7     | 8     | 9     | 10    | 11    | 12     | 13    | 14    | 15    | 16    | 17    | 18    | Pos. | Puntos |
| ---- | -------------- | ------ | ----- | ----- | ------ | ------ | ------ | ----- | ----- | ----- | ----- | ----- | ------ | ----- | ----- | ----- | ----- | ----- | ----- | ---- | ------ |
| 2020 | DEForce Racing | ROA    | ROA   | MOH 8 | MOH 18 | MOH 11 | LOR 14 | IMS 3 | IMS 4 | IMS 3 | MOH 7 | MOH 8 | MOH 11 | NJM   | NJM   | NJM   | STP 1 | STP 2 |       | 10.º | 198    |
| 2021 | DEForce Racing | ALA 10 | ALA 4 | STP 5 | STP 2  | IMS 7  | IMS 3  | IMS 1 | LOR 4 | ROA 1 | ROA 5 | MOH 2 | MOH 1  | MOH 5 | NJM 1 | NJM 2 | NJM 8 | MOH 3 | MOH 3 | 1.º  | 413    |

### Campeonato USF Pro 2000
(Clave) (negrita indica pole position) (cursiva indica vuelta rápida puntuable)

| Año   | Equipo         | 1     | 2     | 3      | 4     | 5     | 6      | 7      | 8     | 9      | 10     | 11    | 12     | 13    | 14    | 15     | 16     | 17    | 18    | Pos. | Puntos |
| ----- | -------------- | ----- | ----- | ------ | ----- | ----- | ------ | ------ | ----- | ------ | ------ | ----- | ------ | ----- | ----- | ------ | ------ | ----- | ----- | ---- | ------ |
| 2022  | DEForce Racing | STP 6 | STP 4 | ALA 8  | ALA 7 | IMS 6 | IMS 4  | IMS 8  | IRP 7 | ROA 14 | ROA 12 | MOH 4 | MOH 1* | TOR 9 | TOR 6 | GMP 11 | POR 15 | POR 3 | POR 2 | 7.º  | 290    |
| 2023* | DEForce Racing | STP 2 | STP 2 | SEB 19 | SEB 3 | IMS 7 | IMS 11 | IRP 10 | ROA   | ROA    | MOH    | MOH   | TOR    | TOR   | COA   | COA    | POR    | POR   | POR   | 5.º* | 117*   |

- * Temporada en progreso.